# Li-Ning/Infinity Heerlen
Le Li-Ning/Infinity Heerlen est un club néerlandais de tennis de table situé à Heerlen.

## Histoire du club
Deux clubs de Heerlen et Heksenberg ont fusionné pour devenir le TTV Frst Heerlen en 1997. Ils atteignent la 1re division néerlandaise deux ans plus tard et figurent depuis parmi les trois premiers de ce championnat. L'année 2005 est un véritable tournant pour le club : les féminines terminent championnes des Pays-Bas pour la première fois de l'histoire du club et atteignent les demi-finales de l'ETTU Cup. Elles arrivent en finale de la Ligue des champions deux ans plus tard, battues par les Italiennes de Castelgoffredo. Mais elles parviendront à décrocher le graal l'année suivante face aux Allemandes de Kroppach puis deux ans plus tard face aux Autrichiennes de Linz.

## Effectif 2010-2011
- Li Jiao
- Xia Lian Ni
- Li Jie

## Palmarès

### Équipe féminine
- VAINQUEUR DE LA LIGUE DES CHAMPIONNES EN 2008 ET 2010
- Vainqueur de l'ETTU Cup en 2011
- Finaliste de la Ligue des champions en 2007
- Championnes des Pays-Bas de 2005 à 2010

### Équipe masculine
- Champions des Pays-Bas en 2010

## Parcours en Coupe d'Europe
| Saison    | Compétition           | Parcours       |
| --------- | --------------------- | -------------- |
| 2011-2012 | ETTU Cup              | -              |
| 2010-2011 | ETTU Cup              | VAINQUEUR      |
| 2009-2010 | Ligue des Championnes | VAINQUEUR      |
| 2008-2009 | Ligue des Championnes | Demi-finaliste |
| 2007-2008 | Ligue des Championnes | VAINQUEUR      |
| 2006-2007 | Ligue des Championnes | Finaliste      |
| 2005-2006 | -                     | -              |
| 2004-2005 | ETTU Cup              | Demi-finaliste |

## Sponsors
Le MS Services est le principal sponsor des néerlandais depuis plusieurs années. En 2008, l'entreprise asiatique Li-Ning/Infinity, spécialisée dans la production de vêtements de sports assure l'avenir du club pour encore plusieurs années.